# Dunbaria flavescens
Dunbaria flavescens är en ärtväxtart som beskrevs av Nguyén Van Thuan. Dunbaria flavescens ingår i släktet Dunbaria och familjen ärtväxter. Inga underarter finns listade i Catalogue of Life.